# Färntjärnen, Medelpad
Färntjärnen är en sjö i Ånge kommun i Medelpad och ingår i Ljungans huvudavrinningsområde.